# Jugendwerkhof „Kurt Barth“ Kottmarsdorf
Der Jugendwerkhof „Kurt Barth“ Kottmarsdorf war eine Einrichtung im System der Spezialheime der Jugendhilfe in der DDR. Etwa 35 Mädchen waren dort im ehemaligen Gutshof in Kottmarsdorf (Oberlausitz) untergebracht. Der Jugendwerkhof bestand von 1950 bis 1990 und wurde noch bis Mai 1992 unter der Bezeichnung Jugendheim Kurt Barth weitergeführt.

## Unterbringung

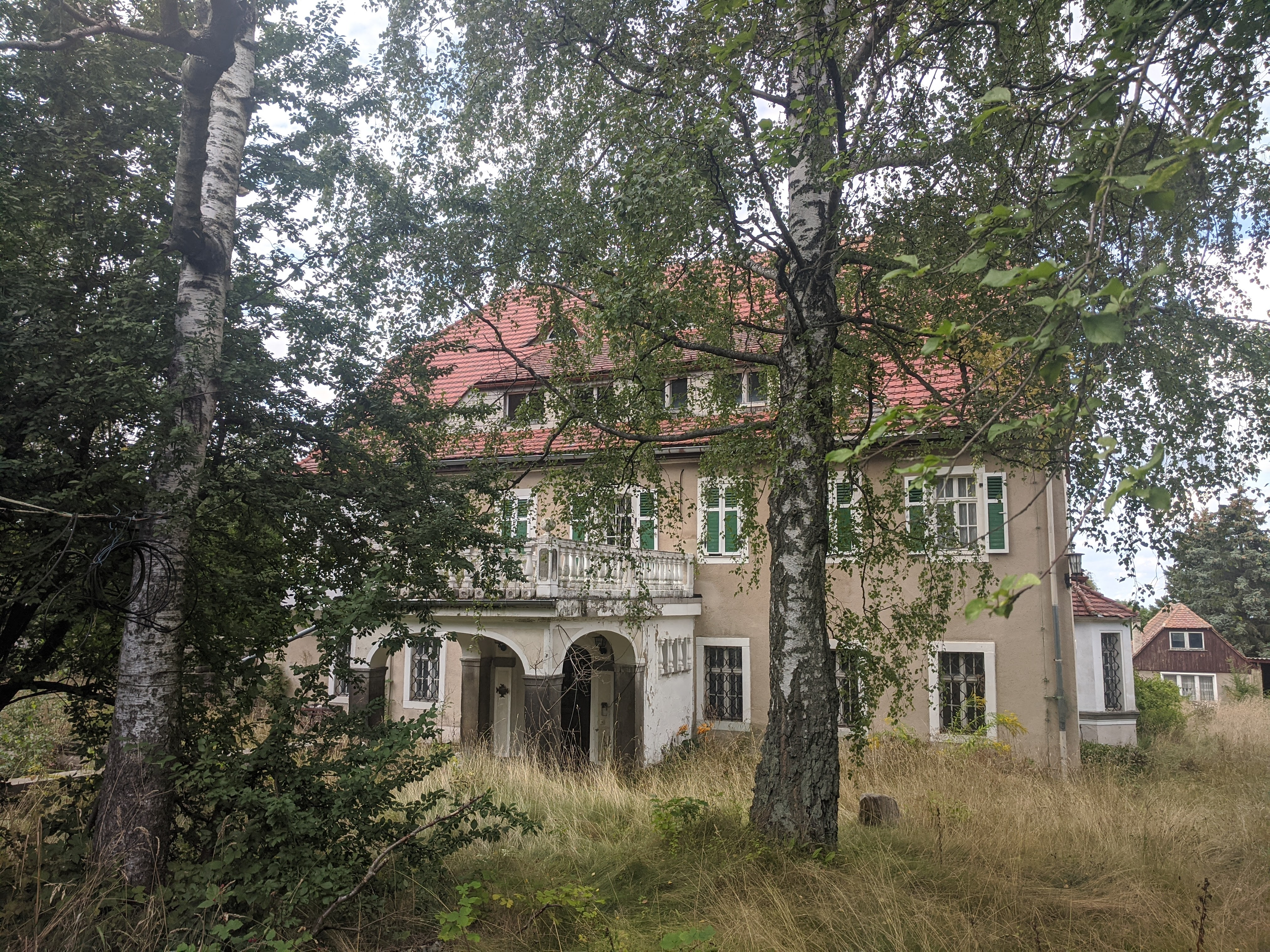
Gebäude des ehemaligen Jugendwerkhof Kurt Barth in Kottmarsdorf

Im Jugendwerkhof Kurt Barth waren seit 1950 fortlaufend 35 Mädchen im Alter von 13 bis 18 Jahren untergebracht. Die Mädchen waren in zwei Gruppen aufgeteilt. Zwischen 1969 und 1989 befanden sich dort insgesamt 690 Jugendliche aus dem gesamten Gebiet der DDR, nicht jedoch aus der näheren Umgebung. Die Einweisung erfolgte über die jeweils dem Rat des Kreises unterstellten Jugendreferate. Als Grund für die Einweisungen wurden zumeist Familienverhältnisse angeführt, in denen die Mütter oder Väter mit der Erziehung des Kindes und den Geschwistern überfordert waren. Nicht selten wurde die Scheidung der Eltern, mehrere kleinere oder selbstständig lebenden größere Geschwister angeführt und auf Schulschwänzung, Kontakt mit „schädlichen Elementen“ und „Bummelei“ verwiesen. In wenigen Fällen hatten die Eltern selbst das Jugendamt um Einweisung gebeten.

## Ausbildung und Arbeit
Die Jugendlichen mussten eine Teilausbildung absolvieren, die aus einem Theorieunterricht und praktischer Arbeit in einem Ausbildungsbetrieb bestand. Im VEB Lautex in Ebersbach wurden Jugendliche als Kreuzspuler, in der LPG Löbau Nord zum Feldbauhelfer und im Heim selbst als Hauswirtschaftsgehilfen ausgebildet. Ende der 1980er Jahre arbeiteten die Jugendlich auch in anderen LPGs (z. B. in Dürrhennersdorf), in einer Gärtnerei in Kottmarsdorf sowie in einer chemischen Reinigung, in einem Pflegeheim und im Ebersbacher Krankenhaus.
Der Theorieunterricht umfasste die Fächer Staatsbürgerkunde, Arbeit und Recht sowie Sportunterricht.

## Innere Machtstrukturen und Disziplinierung der Jugendlichen
Der Jugendwerkhof wurde von einer Leitung geführt, der ungefähr acht pädagogische Fachkräfte unterstanden. Innerhalb der Jugendlichen wurden FDJ-Leiterinnen und andere Funktionen bestimmt, die innerhalb ihrer Gruppe weisungsbefugt waren. Disziplinverstöße wurden im Jugendwerkhof Kurt Barth durch Verwarnungen vor der Gruppe, schriftlich verfasste Tadel, dem Entzug von Taschengeld, Ausgang und Urlaub vollzogen. Eine schwerwiegende Strafe war jedoch die Isolation in einer Zelle und im so genannten Bunker – ein fensterloser Raum im Keller.
In der letzten und gleichzeitig einzig erhaltenen Version des Isolierbuchs sind im Jahre 1989 noch 29 Isolierungen verzeichnet. Die letzte Jugendliche wurde am 9. Juni 1990 im Bunker isoliert. Aus Berichten von ehemaligen Heimbewohnerinnen ist bekannt, dass mindestens zwei Jugendliche nach der Isolationsmaßnahmen, die bis zu 12 Tagen dauern konnten, psychisch erkrankten und fortan in der  psychiatrischen Anstalt in Großschweidnitz behandelt werden mussten.
Es kam regelmäßig zu Fluchtversuchen und einer verspäteten Rückkehr vom Urlaub. Diese sogenannten Entweichungen wurden im Ausgangsbuch protokolliert und oft mit Isolation bestraft. In den Akten des Jugendwerkhofes sind auch mehrere Suizidversuche im Zusammenhang mit der Isolation dokumentiert. Aus den statistischen Aufzeichnungen zur Belegung des Heimes geht zudem hervor, dass fast immer eine Person zur Disziplinierung in den geschlossenen Jugendwerkhof nach Torgau verlegt wurde. Die Dauer der Inhaftierung in Torgau betrug in der Regel weniger als sechs Monate. Auffällig ist die unmittelbare Folge der Inhaftierungen in Torgau. Die letzte Jugendliche wurde im Herbst 1989 nach Torgau verlegt.

## Historische Aufarbeitung und juristische Ahndung
Anfang der 1990er Jahre hatte die Staatsanwaltschaft Bautzen Ermittlungen gegen die Heimleiterin und einige Erzieherinnen eingeleitet. Die Ermittlungen führten jedoch nicht zu einer Anklage. Die Gründe dafür sind nicht bekannt.
Abgesehen von einer Schülerarbeit und einer wissenschaftlichen Abhandlung über das berufliche Selbstverständnis und den beruflichen Alltag der Pädagoginnen im Jugendwerkhof wurden die Geschehnisse einschließlich der Folter durch Isolation im Jugendwerkhof Kurt Barth bislang noch nicht aufgearbeitet. Die im Staatsarchiv Dresden lagernden Akten des Jugendwerkhof sind nicht vollständig. So fehlen beispielsweise die Isolierbücher aus der Zeit vor 1988.